# 아틸리오 조반니니
아틸리오 조반니니(이탈리아어: Attilio Giovannini atˈtiːljo dʒovanˈniːni[*]; 1924년 7월 30일~ 2005년 2월 18일)는 이탈리아의 전 축구 선수로, 현역 시절 수비수로 활약했다.

## 구단 경력
조반니니는 세리에 A의 루케세에서 활약하다가 인테르나치오날레로 이적해 1953년과 1954년에 2년 연속 리그 우승을 경험했다. 1954년, 그는 라치오로 이적해 32세의 나이로 축구화를 벗었고, 현역 시절에 세리에 A에서 272번의 경기를 뛰었지만, 득점을 기록하지는 못 했다.

## 국가대표팀 경력
조반니니는 이탈리아 국가대표팀 경기에 13번 출전했고, 1949년에 첫 국가대항전 경기에 출전했다. 1950년 월드컵에서 그는 파라과이를 상대로 우측 수비수로 출전했다.
그는 1957년에 미국으로 이민하여 향년 80세로 2005년 2월에 영면에 들었다.

## 수상
인테르나치오날레
- 세리에 A: 1952–53, 1953–54